# Zwitserland op de Olympische Winterspelen 2022
Zwitserland was een van de deelnemende landen aan de Olympische Winterspelen 2022 in Peking, China.

## Medailleoverzicht
| Sport          | Olympiër(s)      | Onderdeel        | Medaille |
| -------------- | ---------------- | ---------------- | -------- |
| Alpineskiën    | Beat Feuz        | afdaling (m)     | Goud     |
| Alpineskiën    | Marco Odermatt   | reuzenslalom (m) | Goud     |
| Alpineskiën    | Michelle Gisin   | combinatie (v)   | Goud     |
| Alpineskiën    | Corinne Suter    | afdaling (v)     | Goud     |
| Alpineskiën    | Lara Gut-Behrami | super G (v)      | Goud     |
| Freestyleskiën | Ryan Regez       | skicross (m)     | Goud     |
| Freestyleskiën | Mathilde Gremaud | slopestyle (v)   | Goud     |
| Alpineskiën    | Wendy Holdener   | combinatie (v)   | Zilver   |
| Freestyleskiën | Alex Fiva        | skicross (m)     | Zilver   |
| Alpineskiën    | Michelle Gisin   | super G (v)      | Brons    |
| Alpineskiën    | Lara Gut-Behrami | reuzenslalom (v) | Brons    |
| Alpineskiën    | Wendy Holdener   | slalom (v)       | Brons    |
| Freestyleskiën | Mathilde Gremaud | big air (v)      | Brons    |
| Freestyleskiën | Fanny Smith      | skicross (v)     | Brons    |
| Snowboarden    | Jan Scherrer     | halfpipe (m)     | Brons    |

## Deelnemers en resultaten

### Alpineskiën
Maximaal vier deelnemers per onderdeel
Mannen
| Naam             | Onderdeel         | 1e run  | 1e run | 2e run         | 2e run         | Totaal         | Totaal         |
| Naam             | Onderdeel         | Tijd    | Rang   | Tijd           | Rang           | Tijd           | Rang           |
| ---------------- | ----------------- | ------- | ------ | -------------- | -------------- | -------------- | -------------- |
| Luca Aerni       | Alpine combinatie | 1:47,03 | 20     | DNF            | DNF            | DNF            | DNF            |
| Luca Aerni       | Slalom            | 55,63   | 19     | 50,20          | 3              | 1:45,83        | 14             |
| Gino Caviezel    | Reuzenslalom      | 1:03,90 | 10     | 1:07,30        | 6              | 2:11,20        | 7              |
| Gino Caviezel    | Super G           | n.v.t.  | n.v.t. | n.v.t.         | n.v.t.         | 1:21.76        | 16             |
| Yannick Chabloz  | Alpine combinatie | DNF     | DNF    | niet geplaatst | niet geplaatst | niet geplaatst | niet geplaatst |
| Beat Feuz        | Afdaling          | n.v.t.  | n.v.t. | n.v.t.         | n.v.t.         | 1:42,69        | Goud           |
| Beat Feuz        | Super G           | n.v.t.  | n.v.t. | n.v.t.         | n.v.t.         | DNF            | DNF            |
| Niels Hintermann | Afdaling          | n.v.t.  | n.v.t. | n.v.t.         | n.v.t.         | 1:44,08        | 16             |
| Loïc Meillard    | Alpine combinatie | 1:45,91 | 17     | DNF            | DNF            | DNF            | DNF            |
| Loïc Meillard    | Reuzenslalom      | DNF     | DNF    | niet geplaatst | niet geplaatst | niet geplaatst | niet geplaatst |
| Loïc Meillard    | Slalom            | 54,22   | 4      | 50,67          | 10             | 1:44,89        | 5              |
| Justin Murisier  | Alpine combinatie | 1:44,14 | 6      | 48,15          | 3              | 2:32,29        | 4              |
| Justin Murisier  | Reuzenslalom      | DNF     | DNF    | niet geplaatst | niet geplaatst | niet geplaatst | niet geplaatst |
| Marco Odermatt   | Afdaling          | n.v.t.  | n.v.t. | n.v.t.         | n.v.t.         | 1:43,40        | 7              |
| Marco Odermatt   | Reuzenslalom      | 1:02,93 | 1      | 1:06,42        | 2              | 2:09,35        | Goud           |
| Marco Odermatt   | Super G           | n.v.t.  | n.v.t. | n.v.t.         | n.v.t.         | DNF            | DNF            |
| Stefan Rogentin  | Afdaling          | n.v.t.  | n.v.t. | n.v.t.         | n.v.t.         | 1:44,95        | 25             |
| Stefan Rogentin  | Super G           | n.v.t.  | n.v.t. | n.v.t.         | n.v.t.         | 1:21.57        | 14             |
| Daniel Yule      | Slalom            | 55,06   | 13     | 49,89          | 2              | 1:44,95        | 6              |
| Ramon Zenhäusern | Slalom            | 54,72   | 11     | 50,75          | 11             | 1:45,47        | 12             |

Vrouwen
| Naam             | Onderdeel         | 1e run  | 1e run | 2e run | 2e run | Totaal  | Totaal |
| Naam             | Onderdeel         | Tijd    | Rang   | Tijd   | Rang   | Tijd    | Rang   |
| ---------------- | ----------------- | ------- | ------ | ------ | ------ | ------- | ------ |
| Aline Danioth    | Slalom            | 53,66   | 13     | 52,98  | 8      | 1:46,64 | 10     |
| Jasmine Flury    | Afdaling          | n.v.t.  | n.v.t. | n.v.t. | n.v.t. | 1:34,00 | 15     |
| Jasmine Flury    | Super G           | n.v.t.  | n.v.t. | n.v.t. | n.v.t. | 1:14,43 | 12     |
| Michelle Gisin   | Alpine combinatie | 1:33,42 | 12     | 52,25  | 1      | 2:25,67 | Goud   |
| Michelle Gisin   | Reuzenslalom      | 59,19   | 9      | 58,36  | 9      | 1:57,55 | 10     |
| Michelle Gisin   | Slalom            | 52,20   | 2      | 53,38  | 18     | 1:45,58 | 6      |
| Michelle Gisin   | Super G           | n.v.t.  | n.v.t. | n.v.t. | n.v.t. | 1:13,81 | Brons  |
| Lara Gut-Behrami | Afdaling          | n.v.t.  | n.v.t. | n.v.t. | n.v.t. | 1:34,03 | 16     |
| Lara Gut-Behrami | Reuzenslalom      | 59,07   | 8      | 57,34  | 1      | 1:56,41 | Brons  |
| Lara Gut-Behrami | Super G           | n.v.t.  | n.v.t. | n.v.t. | n.v.t. | 1:13,51 | Goud   |
| Joana Hählen     | Afdaling          | n.v.t.  | n.v.t. | n.v.t. | n.v.t. | 1:33,16 | 6      |
| Wendy Holdener   | Alpine combinatie | 1:33,41 | 11     | 53,31  | 3      | 2:26,72 | Zilver |
| Wendy Holdener   | Reuzenslalom      | 59,21   | 10     | 58,11  | 7      | 1:57,32 | 9      |
| Wendy Holdener   | Slalom            | 52,65   | 5      | 52,45  | 4      | 1:45,10 | Brons  |
| Priska Nufer     | Alpine combinatie | 1:33,15 | 10     | DNF    | DNF    | DNF     | DNF    |
| Camille Rast     | Reuzenslalom      | 59,29   | 12     | 59,14  | 20     | 1:58,43 | 16     |
| Camille Rast     | Slalom            | 53,35   | 9      | 52,40  | 3      | 1:45,75 | 7      |
| Corinne Suter    | Afdaling          | n.v.t.  | n.v.t. | n.v.t. | n.v.t. | 1:31,87 | Goud   |
| Corinne Suter    | Super G           | n.v.t.  | n.v.t. | n.v.t. | n.v.t. | 1:14,49 | 13     |

Gemengd
| Naam                                                            | Onderdeel       | Eerste ronde           | Kwartfinale            | Halve finale           | Finale / BM            | Finale / BM |
| Naam                                                            | Onderdeel       | Tegenstander Resultaat | Tegenstander Resultaat | Tegenstander Resultaat | Tegenstander Resultaat | Rang        |
| --------------------------------------------------------------- | --------------- | ---------------------- | ---------------------- | ---------------------- | ---------------------- | ----------- |
| Gino Caviezel Andrea Ellenberger Wendy Holdener Justin Murisier | Landenwedstrijd | CHN 4 - 0              | GER 2 - 2              | niet geplaatst         | niet geplaatst         | 6           |

### Biatlon
Mannen
| Naam                                                              | Onderdeel     | Tijd                                      | Missers                                                     | Rang |
| ----------------------------------------------------------------- | ------------- | ----------------------------------------- | ----------------------------------------------------------- | ---- |
| Joscha Burkhalter                                                 | Individueel   | 52:12,4                                   | 2 (0+2+0+0)                                                 | 22   |
| Joscha Burkhalter                                                 | Sprint        | 26:28,3                                   | 2 (1+1)                                                     | 45   |
| Joscha Burkhalter                                                 | Achtervolging | DNF                                       | DNF                                                         | DNF  |
| Niklas Hartweg                                                    | Individueel   | 55:19,7                                   | 4 (0+2+0+2)                                                 | 56   |
| Niklas Hartweg                                                    | Sprint        | 26:05,7                                   | 2 (1+1)                                                     | 37   |
| Niklas Hartweg                                                    | Achtervolging | 44:34,7                                   | 5 (1+3+0+1)                                                 | 38   |
| Sebastian Stalder                                                 | Individueel   | 55:12,6                                   | 3 (0+1+1+1)                                                 | 53   |
| Sebastian Stalder                                                 | Sprint        | 25:48,3                                   | 0 (0+0)                                                     | 27   |
| Sebastian Stalder                                                 | Achtervolging | 44:10,7                                   | 4 (1+0+2+1)                                                 | 36   |
| Benjamin Weger                                                    | Individueel   | 52:06,9                                   | 2 (0+0+1+1)                                                 | 19   |
| Benjamin Weger                                                    | Sprint        | 26:39,6                                   | 1 (0+1)                                                     | 53   |
| Benjamin Weger                                                    | Achtervolging | DNS                                       | DNS                                                         | DNS  |
| Sebastian Stalder Benjamin Weger Niklas Hartweg Joscha Burkhalter | Estafette     | 1:24:12,3 20:58,0 20:22,0 20:10,0 22:42,3 | 9 (1+4+0+4) 0 (0+0+0+0) 2 (0+1+0+1) 0 (0+0+0+0) 7 (1+3+0+3) | 12   |

Vrouwen
| Naam                                                               | Onderdeel     | Tijd    | Missers     | Rang |
| ------------------------------------------------------------------ | ------------- | ------- | ----------- | ---- |
| Amy Baserga                                                        | Individueel   | 52:25,1 | 5 (2+2+1+0) | 69   |
| Amy Baserga                                                        | Sprint        | 23:24,2 | 2 (2+0)     | 54   |
| Amy Baserga                                                        | Achtervolging | 40:18,0 | 3 (1+0+1+1) | 39   |
| Selina Chernousova-Gasparin                                        | Individueel   | 51:43,8 | 7 (1+2+2+2) | 62   |
| Lena Häcki                                                         | Individueel   | 48:03,3 | 4 (0+2+1+1) | 24   |
| Lena Häcki                                                         | Sprint        | 22:30,3 | 2 (1+1)     | 23   |
| Lena Häcki                                                         | Achtervolging | 38:27,5 | 4 (2+0+1+1) | 24   |
| Lena Häcki                                                         | Massastart    | 43:14,2 | 9 (0+3+3+3) | 16   |
| Irene Cadurisch Lena Häcki Selina Chernousova-Gasparin Amy Baserga | Estafette     | DNF DNS | 3 (0+2+0+1) | 20   |

Gemengd
| Naam                                                    | Onderdeel | Tijd                                      | Missers                                          | Rang |
| ------------------------------------------------------- | --------- | ----------------------------------------- | ------------------------------------------------ | ---- |
| Amy Baserga Lena Häcki Benjamin Weger Sebastian Stalder | Estafette | 1:09:06,0 18:39,9 18:44,0 15:23,8 16:18,3 | 13 (2+6+0+5) 5 (1+3+0+1) 1 (0+0+0+1) 2 (0+0+0+2) | 8    |

### Bobsleeën
| Naam                                                      | Onderdeel       | Run 1   | Run 1 | Run 2   | Run 2 | Run 3   | Run 3 | Run 4          | Run 4          | Totaal         | Totaal |
| Naam                                                      | Onderdeel       | Tijd    | Rang  | Tijd    | Rang  | Tijd    | Rang  | Tijd           | Rang           | Tijd           | Rang   |
| --------------------------------------------------------- | --------------- | ------- | ----- | ------- | ----- | ------- | ----- | -------------- | -------------- | -------------- | ------ |
| Sandro Michel Michael Vogt *                              | Tweemansbob (m) | 59,57   | 7     | 59,90   | 3     | 59,59   | 5     | 59,77          | 4              | 3:58,83        | 4      |
| Simon Friedli * Andreas Haas                              | Tweemansbob (m) | 59,97   | 17    | 1:00,37 | 20    | 1:00,47 | 23    | 1:00,34        | 17             | 4:01,15        | 18     |
| Cyril Bieri Sandro Michel Luca Rolli Michael Vogt *       | Viermansbob (m) | 59,23   | 13    | 59,22   | 7     | 59,18   | 12    | 59,44          | 9              | 3:57,07        | 11     |
| Fabio Badraun Adrian Fassler Simon Friedli * Andreas Haas | Viermansbob (m) | 59,71   | 23    | 1:00,01 | 23    | 59,57   | 20    | niet geplaatst | niet geplaatst | niet geplaatst | 24     |
|                                                           |                 |         |       |         |       |         |       |                |                |                |        |
| Melanie Hasler                                            | Monobob (v)     | 1:05,18 | 6     | 1:05,86 | 11    | 1:06,21 | 13    | 1:05,56        | 6              | 4:22,81        | 7      |
| Melanie Hasler * Nadja Pasternack                         | Tweemansbob (v) | 1:01,65 | 7     | 1:01,85 | 6     | 1:01,77 | 7     | 1:01,56        | 3              | 4:06,83        | 6      |
| Martina Fontanive * Irina Strebel                         | Tweemansbob (v) | 1:02,48 | 20    | 1:02,35 | 18    | 1:02,35 | 19    | 1:02,41        | 17             | 4:09,59        | 20     |

* – Geeft de bestuurder van de slee aan

### Curling
| Team                                                                              | Onderdeel     | Groepsfase     | Groepsfase     | Groepsfase     | Groepsfase     | Groepsfase     | Groepsfase     | Groepsfase     | Groepsfase     | Groepsfase     | Groepsfase | Tiebreaker     | Halve finale   | Finale / BM    | Finale / BM |
| Team                                                                              | Onderdeel     | Opponent Score | Opponent Score | Opponent Score | Opponent Score | Opponent Score | Opponent Score | Opponent Score | Opponent Score | Opponent Score | Rang       | Opponent Score | Opponent Score | Opponent Score | Rang        |
| --------------------------------------------------------------------------------- | ------------- | -------------- | -------------- | -------------- | -------------- | -------------- | -------------- | -------------- | -------------- | -------------- | ---------- | -------------- | -------------- | -------------- | ----------- |
| Benoît Schwarz Sven Michel Peter de Cruz Valentin Tanner Pablo Lachat             | Mannen        | NOR 4 - 7      | ROC 6 - 3      | CAN 5 - 3      | DEN 8 - 6      | ITA 4 - 8      | GBR 5 - 6      | USA 4 - 7      | CHN 5 - 6      | SWE 10 - 8     | 7          | --             | --             | --             | --          |
| Alina Pätz Silvana Tirinzoni Esther Neuenschwander Melanie Barbezat Carole Howald | Vrouwen       | GBR 6 - 5      | CHN 7 - 5      | ROC 8 - 7      | DEN 8 - 5      | CAN 8 - 4      | SWE 5 - 6      | USA 9 - 6      | KOR 8 - 4      | JPN 8 - 4      | 1          | n.v.t.         | JPN 6 - 8      | SWE 7 - 9      | 4           |
| Jenny Perret Martin Rios                                                          | Gemengddubbel | CHN 6 – 7      | ITA 7 - 8      | GBR 8 - 7      | CAN 5 - 7      | SWE 1 - 6      | CZE 11 - 3     | AUS 6 - 9      | USA 6 - 5      | NOR 5 - 6      | 7          | --             | --             | --             | --          |

### Freestyleskiën
Aerials
| Naam                                 | Onderdeel | Kwalificatie | Kwalificatie | Kwalificatie | Kwalificatie | Finale                     | Finale         | Finale                     | Finale         | Finale         | Finale   |
| Naam                                 | Onderdeel | Sprong 1     | Sprong 1     | Sprong 2     | Sprong 2     | Sprong 1                   | Sprong 1       | Sprong 2                   | Sprong 2       | Sprong 3       | Sprong 3 |
| ------------------------------------ | --------- | ------------ | ------------ | ------------ | ------------ | -------------------------- | -------------- | -------------------------- | -------------- | -------------- | -------- |
| Nicolas Gygax                        | Mannen    | 101,77       | 20           | 103,62       | 18           | niet geplaatst             | niet geplaatst | niet geplaatst             | niet geplaatst | niet geplaatst | 24       |
| Noé Roth                             | Mannen    | 123,08       | 3            | bye          | bye          | 122,13                     | 6              | 110,41                     | 10             | niet gepl.     | 8        |
| Pirmin Werner                        | Mannen    | 112,22       | 14           | 123,45       | 2            | 126,24                     | 1              | 114,93                     | 7              | 111,50         | 4        |
| Alexandra Bär                        | Vrouwen   | 67,72        | 21           | 56,26        | 17           | niet geplaatst             | niet geplaatst | niet geplaatst             | niet geplaatst | niet geplaatst | 23       |
| Alexandra Bär Pirmin Werner Noé Roth | Team      | n.v.t.       | n.v.t.       | n.v.t.       | n.v.t.       | 300,62 65,83 128,00 106,79 | 4              | 276,01 57,01 109,00 110,00 | 4              | n.v.t.         | 4        |

Big air
| Naam             | Onderdeel | Kwalificatie | Kwalificatie | Kwalificatie | Kwalificatie | Kwalificatie | Finale         | Finale         | Finale         | Finale         | Finale |
| Naam             | Onderdeel | Run 1        | Run 2        | Run 3        | Totaal       | Rang         | Run 1          | Run 2          | Run 3          | Totaal         | Rang   |
| ---------------- | --------- | ------------ | ------------ | ------------ | ------------ | ------------ | -------------- | -------------- | -------------- | -------------- | ------ |
| Fabian Bösch     | Mannen    | 81,00        | 80,75        | 22,50        | 161,75       | 17           | niet geplaatst | niet geplaatst | niet geplaatst | niet geplaatst | 17     |
| Kim Gubser       | Mannen    | 15,25        | 79,75        | 41,50        | 121,25       | 23           | niet geplaatst | niet geplaatst | niet geplaatst | niet geplaatst | 23     |
| Andri Ragettli   | Mannen    | 89,75        | 78,00        | 20,75        | 167,75       | 14           | niet geplaatst | niet geplaatst | niet geplaatst | niet geplaatst | 14     |
| Colin Wili       | Mannen    | 77,50        | 18,75        | 20,75        | 98,25        | 25           | niet geplaatst | niet geplaatst | niet geplaatst | niet geplaatst | 25     |
| Mathilde Gremaud | Vrouwen   | 88,25        | 71,00        | 33,75        | 159,25       | 6            | 89,25          | 93,25          | 26,00          | 182,50         | Brons  |
| Sarah Höfflin    | Vrouwen   | 85,50        | 42,75        | 64,00        | 149,50       | 9            | 82,50          | 53,00          | 76,25          | 158,75         | 6      |

Halfpipe
| Naam              | Onderdeel | Kwalificatie | Kwalificatie | Kwalificatie | Kwalificatie | Finale         | Finale         | Finale         | Finale         | Finale |
| Naam              | Onderdeel | Run 1        | Run 2        | Beste        | Rang         | Run 1          | Run 2          | Run 3          | Beste          | Rang   |
| ----------------- | --------- | ------------ | ------------ | ------------ | ------------ | -------------- | -------------- | -------------- | -------------- | ------ |
| Robin Briguet     | Mannen    | 72,25        | 3,00         | 72,25        | 11           | 21,75          | 6,75           | 3,00           | 21,75          | 12     |
| Rafael Kreienbühl | Mannen    | 60,50        | 4,00         | 60,50        | 15           | niet geplaatst | niet geplaatst | niet geplaatst | niet geplaatst | 15     |

Moguls
| Naam       | Onderdeel | Kwalificatie | Kwalificatie | Kwalificatie | Kwalificatie | Kwalificatie | Kwalificatie | Kwalificatie | Kwalificatie | Finale | Finale | Finale | Finale | Finale         | Finale         | Finale         | Finale         | Finale         | Finale         | Finale         | Finale |
| Naam       | Onderdeel | Run 1        | Run 1        | Run 1        | Run 1        | Run 2        | Run 2        | Run 2        | Run 2        | Run 1  | Run 1  | Run 1  | Run 1  | Run 2          | Run 2          | Run 2          | Run 2          | Run 3          | Run 3          | Run 3          | Run 3  |
| Naam       | Onderdeel | Tijd         | Score        | Totaal       | Rang         | Tijd         | Score        | Totaal       | Rang         | Tijd   | Score  | Totaal | Rang   | Tijd           | Score          | Totaal         | Rang           | Tijd           | Score          | Totaal         | Rang   |
| ---------- | --------- | ------------ | ------------ | ------------ | ------------ | ------------ | ------------ | ------------ | ------------ | ------ | ------ | ------ | ------ | -------------- | -------------- | -------------- | -------------- | -------------- | -------------- | -------------- | ------ |
| Marco Tadé | Mannen    | 25,03        | 59,49        | 74,48        | 15           | 25,23        | 55,72        | 70,45        | 10           | 24,48  | 58,99  | 74,71  | 18     | niet geplaatst | niet geplaatst | niet geplaatst | niet geplaatst | niet geplaatst | niet geplaatst | niet geplaatst | 18     |

Skicross
| Naam              | Onderdeel | Kwalificatie | Kwalificatie | Achtste finale | Kwartfinale    | Halve finale   | Finale         |
| Naam              | Onderdeel | Tijd         | Rang         | Rang           | Rang           | Rang           | Rang           |
| ----------------- | --------- | ------------ | ------------ | -------------- | -------------- | -------------- | -------------- |
| Joos Berry        | Mannen    | 1:13,43      | 21           | 2              | 4              | niet geplaatst | niet geplaatst |
| Romain Détraz     | Mannen    | 1:13,69      | 27           | 3              | niet geplaatst | niet geplaatst | niet geplaatst |
| Alex Fiva         | Mannen    | 1:11,94      | 1            | 1              | 1              | 1              | Zilver         |
| Ryan Regez        | Mannen    | 1:12,44      | 7            | 1              | 1              | 2              | Goud           |
| Talina Gantenbein | Vrouwen   | 1:18,31      | 9            | 2              | 3              | niet geplaatst | niet geplaatst |
| Saskja Lack       | Vrouwen   | 1:19,21      | 13           | 3              | niet geplaatst | niet geplaatst | niet geplaatst |
| Fanny Smith       | Vrouwen   | 1:17,06      | 2            | 1              | 1              | 2              | Brons          |

Slopestyle
| Naam             | Onderdeel | Kwalificatie | Kwalificatie | Kwalificatie | Kwalificatie | Finale         | Finale         | Finale         | Finale         | Finale |
| Naam             | Onderdeel | Run 1        | Run 2        | Beste        | Rang         | Run 1          | Run 2          | Run 3          | Beste          | Rang   |
| ---------------- | --------- | ------------ | ------------ | ------------ | ------------ | -------------- | -------------- | -------------- | -------------- | ------ |
| Fabian Bösch     | Mannen    | 53,83        | 74,53        | 74,53        | 10           | 78,05          | 51,46          | 13,98          | 78,05          | 6      |
| Kim Gubser       | Mannen    | 76,71        | DNS          | 76,71        | 8            | DNS            | DNS            | DNS            | DNS            | 12     |
| Andri Ragettli   | Mannen    | 76,98        | 85,08        | 85,08        | 1            | 78,20          | 83,50          | 33,95          | 83,50          | 4      |
| Colin Wili       | Mannen    | 54,45        | 38,03        | 54,45        | 19           | niet geplaatst | niet geplaatst | niet geplaatst | niet geplaatst | 19     |
| Mathilde Gremaud | Vrouwen   | 39,41        | 63,46        | 63,46        | 12           | 1,10           | 86,56          | 46,96          | 86,56          | Goud   |
| Sarah Höfflin    | Vrouwen   | 35,38        | 48,96        | 48,96        | 20           | niet geplaatst | niet geplaatst | niet geplaatst | niet geplaatst | 20     |

### IJshockey
| Onderdeel | Groepsfase     | Groepsfase     | Groepsfase     | Groepsfase     | Groepsfase | Play-off       | Kwartfinale    | Halve finale   | Finale / BM    | Finale / BM    |
| Onderdeel | Opponent Score | Opponent Score | Opponent Score | Opponent Score | Rang       | Opponent Score | Opponent Score | Opponent Score | Opponent Score | Rang           |
| --------- | -------------- | -------------- | -------------- | -------------- | ---------- | -------------- | -------------- | -------------- | -------------- | -------------- |
| Mannen    | ROC 1-0        | CZE 2-1        | DEN 3-5        | n.v.t.         | 10         | CZE 2-4        | FIN 5-1        | niet geplaatst | niet geplaatst | niet geplaatst |
| Vrouwen   | CAN 12-1       | ROC 5-2        | USA 0-8        | FIN 3-2        | 5          | n.v.t.         | ROC 4-2        | CAN 10-3       | FIN 0-4        | 4              |

| Olympiër | Onderdeel | Resultaat      |  |
| --- | --------- | -------------- |  |
| Santeri Alatalo Andres Ambühl Sven Andrighetto Reto Berra Christoph Bertschy Enzo Corvi Raphael Diaz Michael Fora Leonardo Genoni Gaëtan Haas Fabrice Herzog Grégory Hofmann Denis Hollenstein Romain Loeffel Denis Malgin Christian Marti Simon Moser Killian Mottet Mirco Müller Sven Senteler Dario Lino Simion Ramon Untersander Joren van Pottelberghe Joël Vermin Yannick Weber | mannen    | kwartfinale    |  |
| |           |                |  |
| Andrea Brändli Nicole Bullo Lara Christen Rahel Enzler Sarah Forster Sinja Leemann Lena-Marie Lutz Alina Marti Saskia Maurer Keely Moy Alina Müller Kaleigh Quennec Evelina Raselli Lisa Rüedi Dominique Rüegg Noemi Ryhner Shannon Sigrist Caroline Spies Phoebe Staenz Lara Stalder Nicole Vallario Stefanie Wetli Laura Zimmermann                                                 | vrouwen   | bronzen finale |  |

### Kunstrijden
Individueel
| Naam            | Onderdeel | KK    | KK   | VK     | VK   | Totaal | Totaal |
| Naam            | Onderdeel | Score | Rang | Score  | Rang | Score  | Rang   |
| --------------- | --------- | ----- | ---- | ------ | ---- | ------ | ------ |
| Lukas Britschgi | Mannen    | 76,16 | 24   | 136,42 | 23   | 212,58 | 23     |
| Alexia Paganini | Vrouwen   | 61,06 | 19   | 107,85 | 22   | 168,91 | 22     |

### Rodelen
Individueel
| Naam         | Onderdeel | Run 1  | Run 1 | Run 2  | Run 2 | Run 3  | Run 3 | Run 4  | Run 4 | Totaal   | Totaal |
| Naam         | Onderdeel | Tijd   | Rang  | Tijd   | Rang  | Tijd   | Rang  | Tijd   | Rang  | Tijd     | Rang   |
| ------------ | --------- | ------ | ----- | ------ | ----- | ------ | ----- | ------ | ----- | -------- | ------ |
| Natalie Maag | Vrouwen   | 59,018 | 11    | 59,117 | 13    | 58,913 | 14    | 58,892 | 10    | 3:55,940 | 9      |

### Schaatsen
Mannen
| Naam         | Onderdeel | Uitslag | Uitslag |
| Naam         | Onderdeel | Tijd    | Rang    |
| ------------ | --------- | ------- | ------- |
| Livio Wenger | 5000 m    | 6:27,01 | 18      |

Massastart
| Naam         | Onderdeel | Halve finale | Halve finale | Halve finale | Finale         | Finale         | Finale         |
| Naam         | Onderdeel | Punten       | Tijd         | Rang         | Punten         | Tijd           | Rang           |
| ------------ | --------- | ------------ | ------------ | ------------ | -------------- | -------------- | -------------- |
| Livio Wenger | Mannen    | 20           | 7:44,08      | 3            | 4              | 7:47,86        | 7              |
| Nadja Wenger | Vrouwen   | 0            | 8:31,50      | 10           | niet geplaatst | niet geplaatst | niet geplaatst |

### Schansspringen
Mannen
| Naam                                                        | Onderdeel       | Kwalificatie | Kwalificatie | Kwalificatie | Eerste ronde            | Eerste ronde               | Eerste ronde | Finaleronde             | Finaleronde                   | Finaleronde    | Totaal                        | Totaal |
| Naam                                                        | Onderdeel       | Afstand      | Score        | Rang         | Afstand                 | Score                      | Rang         | Afstand                 | Score                         | Rang           | Score                         | Rang   |
| ----------------------------------------------------------- | --------------- | ------------ | ------------ | ------------ | ----------------------- | -------------------------- | ------------ | ----------------------- | ----------------------------- | -------------- | ----------------------------- | ------ |
| Simon Ammann                                                | Normale schans  | 96,0         | 100,4        | 12           | 101,0                   | 123,7                      | 25           | 97,0                    | 115,8                         | 24             | 239,5                         | 25     |
| Simon Ammann                                                | Grote schans    | 121,5        | 109,9        | 24           | 131,5                   | 122,4                      | 27           | 132,5                   | 129,0                         | 20             | 251,4                         | 25     |
| Gregor Deschwanden                                          | Normale schans  | 96,5         | 106,4        | 7            | 99,5                    | 127,6                      | 20           | 99,0                    | 123,2                         | 16             | 250,8                         | 17     |
| Gregor Deschwanden                                          | Grote schans    | 119,0        | 104,8        | 29           | 132,0                   | 127,8                      | 20           | 131,5                   | 126,4                         | 24             | 254,2                         | 22     |
| Killian Peier                                               | Normale schans  | 93,0         | 92,8         | 20           | 90,5                    | 114,6                      | 37           | niet geplaatst          | niet geplaatst                | niet geplaatst | niet geplaatst                | 37     |
| Killian Peier                                               | Grote schans    | 113,5        | 94,8         | 39           | 130,0                   | 123,5                      | 26           | 129,0                   | 122,0                         | 27             | 245,5                         | 27     |
| Dominik Peter                                               | Normale schans  | 91,5         | 88,9         | 25           | 95,5                    | 116,0                      | 35           | niet geplaatst          | niet geplaatst                | niet geplaatst | niet geplaatst                | 35     |
| Dominik Peter                                               | Grote schans    | 115,0        | 98,4         | 34           | 126,0                   | 114,3                      | 36           | niet geplaatst          | niet geplaatst                | niet geplaatst | niet geplaatst                | 36     |
| Dominik Peter Gregor Deschwanden Simon Ammann Killian Peier | Landenwedstrijd | n.v.t.       | n.v.t.       | n.v.t.       | 112,0 122,0 116,0 118,5 | 367,0 87,7 103,6 87,5 88,2 | 8 6 8        | 119,0 123,5 121,5 124,0 | 424,5 103,4 110,6 104,9 105,6 | 7 5 6 8        | 791,5 191,1 214,2 192,4 193,8 | 8      |

### Skeleton
| Naam         | Onderdeel | Run 1   | Run 1 | Run 2   | Run 2 | Run 3   | Run 3 | Run 4          | Run 4          | Totaal         | Totaal |
| Naam         | Onderdeel | Tijd    | Rang  | Tijd    | Rang  | Tijd    | Rang  | Tijd           | Rang           | Tijd           | Rang   |
| ------------ | --------- | ------- | ----- | ------- | ----- | ------- | ----- | -------------- | -------------- | -------------- | ------ |
| Basil Sieber | Mannen    | 1:01,95 | 21    | 1:02,16 | 22    | 1:02,72 | 25    | niet geplaatst | niet geplaatst | niet geplaatst | 22     |

### Snowboarden
Big air
| Naam          | Onderdeel | Kwalificatie | Kwalificatie | Kwalificatie | Kwalificatie | Kwalificatie | Finale         | Finale         | Finale         | Finale         | Finale |
| Naam          | Onderdeel | Sprong 1     | Sprong 2     | Sprong 3     | Totaal       | Rang         | Sprong 1       | Sprong 2       | Sprong 3       | Totaal         | Rang   |
| ------------- | --------- | ------------ | ------------ | ------------ | ------------ | ------------ | -------------- | -------------- | -------------- | -------------- | ------ |
| Jonas Bösiger | Mannen    | 60,00        | 9,50         | 15,75        | 75,75        | 27           | niet geplaatst | niet geplaatst | niet geplaatst | niet geplaatst | 27     |
| Nicolas Huber | Mannen    | 64,25        | 75,00        | 24,75        | 139,25       | 14           | niet geplaatst | niet geplaatst | niet geplaatst | niet geplaatst | 14     |
| Ariane Burri  | Vrouwen   | 57,75        | 18,75        | 27,25        | 85,00        | 23           | niet geplaatst | niet geplaatst | niet geplaatst | niet geplaatst | 23     |
| Bianca Gisler | Vrouwen   | 50,00        | 63,50        | 63,75        | 127,25       | 13           | niet geplaatst | niet geplaatst | niet geplaatst | niet geplaatst | 13     |

Halfpipe
| Naam             | Onderdeel | Kwalificatie | Kwalificatie | Kwalificatie | Kwalificatie | Finale         | Finale         | Finale         | Finale         | Finale |
| Naam             | Onderdeel | Run 1        | Run 2        | Beste        | Rang         | Run 1          | Run 2          | Run 3          | Beste          | Rang   |
| ---------------- | --------- | ------------ | ------------ | ------------ | ------------ | -------------- | -------------- | -------------- | -------------- | ------ |
| Patrick Burgener | Mannen    | 70,75        | 73,00        | 73,00        | 11           | 54,50          | 5,75           | 69,50          | 69,50          | 11     |
| David Hablützel  | Mannen    | 15,50        | 14,00        | 15,50        | 24           | niet geplaatst | niet geplaatst | niet geplaatst | niet geplaatst | 24     |
| Jan Scherrer     | Mannen    | 73,50        | 79,25        | 79,25        | 8            | 70,50          | 87,25          | 7,50           | 87,25          | Brons  |
| Berenice Wicki   | Vrouwen   | 71,50        | 40,50        | 71,50        | 8            | 76,25          | 74,75          | 11,25          | 76,25          | 7      |

Parallelreuzenslalom
| Naam            | Onderdeel | Kwalificatie | Kwalificatie | Achtste finale            | Kwartfinale       | Halve finale      | Finale            | Finale         |
| Naam            | Onderdeel | Tijd         | Rang         | Tegenstander Tijd         | Tegenstander Tijd | Tegenstander Tijd | Tegenstander Tijd | Rang           |
| --------------- | --------- | ------------ | ------------ | ------------------------- | ----------------- | ----------------- | ----------------- | -------------- |
| Gian Casanova   | Mannen    | 1:25,13      | 28           | niet geplaatst            | niet geplaatst    | niet geplaatst    | niet geplaatst    | niet geplaatst |
| Dario Caviezel  | Mannen    | 1:22,35      | 14           | Andreas Prommegger +0,16  | niet geplaatst    | niet geplaatst    | niet geplaatst    | niet geplaatst |
| Nevin Galmarini | Mannen    | 1:23,44      | 21           | niet geplaatst            | niet geplaatst    | niet geplaatst    | niet geplaatst    | niet geplaatst |
| Ladina Jenny    | Vrouwen   | 1:28,98      | 17           | niet geplaatst            | niet geplaatst    | niet geplaatst    | niet geplaatst    | niet geplaatst |
| Jessica Keiser  | Vrouwen   | 1:47,15      | 28           | niet geplaatst            | niet geplaatst    | niet geplaatst    | niet geplaatst    | niet geplaatst |
| Patrizia Kummer | Vrouwen   | 1:28,48      | 12           | Julia Dujmovits +0,20     | niet geplaatst    | niet geplaatst    | niet geplaatst    | niet geplaatst |
| Julie Zogg      | Vrouwen   | 1:28,40      | 11           | Carolin Langenhorst +0,08 | niet geplaatst    | niet geplaatst    | niet geplaatst    | niet geplaatst |

Slopestyle
| Naam          | Onderdeel | Kwalificatie | Kwalificatie | Kwalificatie | Kwalificatie | Finale         | Finale         | Finale         | Finale         | Finale |
| Naam          | Onderdeel | Run 1        | Run 2        | Beste        | Rang         | Run 1          | Run 2          | Run 3          | Beste          | Rang   |
| ------------- | --------- | ------------ | ------------ | ------------ | ------------ | -------------- | -------------- | -------------- | -------------- | ------ |
| Jonas Bösiger | Mannen    | 40,11        | 17,58        | 40,11        | 25           | niet geplaatst | niet geplaatst | niet geplaatst | niet geplaatst | 25     |
| Nicolas Huber | Mannen    | 50,46        | 54,58        | 54,58        | 20           | niet geplaatst | niet geplaatst | niet geplaatst | niet geplaatst | 20     |
| Ariane Burri  | Vrouwen   | 33,15        | 65,55        | 65,55        | 12           | 21,40          | 24,01          | 18,86          | 24,01          | 12     |
| Bianca Gisler | Vrouwen   | 40,35        | 38,43        | 40,35        | 20           | niet geplaatst | niet geplaatst | niet geplaatst | niet geplaatst | 20     |

Snowboardcross
| Naam                        | Onderdeel | Plaatsingsronde | Plaatsingsronde | Plaatsingsronde | Plaatsingsronde | Plaatsingsronde | Plaatsingsronde | Achtste finale | Kwartfinale    | Halve finale   | Finale         | Finale         |
| Naam                        | Onderdeel | Run 1           | Run 1           | Run 2           | Run 2           | Snelste         | Rang            | Achtste finale | Kwartfinale    | Halve finale   | Finale         | Finale         |
| Naam                        | Onderdeel | Tijd            | Rang            | Tijd            | Rang            | Snelste         | Rang            | Plaats         | Plaats         | Plaats         | Plaats         | Rang           |
| --------------------------- | --------- | --------------- | --------------- | --------------- | --------------- | --------------- | --------------- | -------------- | -------------- | -------------- | -------------- | -------------- |
| Kalle Koblet                | Mannen    | 1:19,39         | 22              | 1:18,94         | 5               | 1:18,94         | 22              | 3              | niet geplaatst | niet geplaatst | niet geplaatst | niet geplaatst |
| Lara Casanova               | Vrouwen   | 1:26,89         | 26              | 1:24,12         | 1               | 1:24,12         | 17              | 3              | niet geplaatst | niet geplaatst | niet geplaatst | niet geplaatst |
| Sophie Hediger              | Vrouwen   | 1:25,14         | 15              | bye             | bye             | 1:25,14         | 15              | 3              | niet geplaatst | niet geplaatst | niet geplaatst | niet geplaatst |
| Sina Siegenthaler           | Vrouwen   | 1:26,62         | 25              | 1:27,44         | 12              | 1:26,62         | 28              | 2              | 4              | niet geplaatst | niet geplaatst | niet geplaatst |
| Sophie Hediger Kalle Koblet | Team      | n.v.t.          | n.v.t.          | n.v.t.          | n.v.t.          | n.v.t.          | n.v.t.          | n.v.t.         | 2              | 4              | niet gepl.     | 7              |